# Jądro ogoniaste

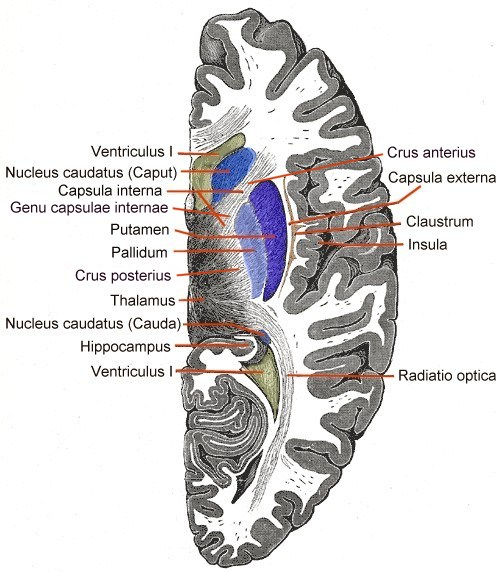
Schemat przekroju przez półkule mózgu, na niebiesko zaznaczono jądra podstawy

Jądro ogoniaste (łac. nucleus caudatus) – parzyste skupisko istoty szarej mózgu, jedno z jąder podstawy. Należy do prążkowia. Leży w sąsiedztwie komory bocznej, w ścianie bocznej rogu przedniego, dalej biegnie w ścianie dolnej części środkowej komory bocznej i kończy się na powierzchni górnej rogu dolnego. W ścianie rogu przedniego wymiar poprzeczny jądra jest najszerszy – jest to tzw. głowa jądra ogoniastego (caput nuclei caudati). Dalej położona część jądra to trzon (corpus nuclei caudati), przechodzący w ogon (cauda nuclei caudati).
Jądro ogoniaste leży powyżej wzgórza i bocznie od niego, od strony bocznej przylega do niego pasmo istoty białej, torebka wewnętrzna.